# Cladiella prattae
Cladiella prattae is een zachte koraalsoort uit de familie Alcyoniidae. De koraalsoort komt uit het geslacht Cladiella. Cladiella prattae werd in 1944 voor het eerst wetenschappelijk beschreven door Tixier-Durivault. 